# Schwendt
Schwendt település Ausztriában, Tirolban a Kitzbüheli járásban található. Területe 30,8 km², lakosainak száma 790 fő, népsűrűsége pedig 26 fő/km² (2014. január 1-jén). A település 702 méteres tengerszint feletti magasságban helyezkedik el.

## Fordítás
- Ez a szócikk részben vagy egészben  a   Schwendt című angol Wikipédia-szócikk ezen változatának fordításán alapul.  Az eredeti cikk szerkesztőit annak laptörténete sorolja fel. Ez a jelzés csupán a megfogalmazás eredetét és a szerzői jogokat jelzi, nem szolgál a cikkben szereplő információk forrásmegjelöléseként.